# زبان اشاره ونزوئلایی
زبان اشاره ونزوئلایی زبان اشاره‌ای است که توسط ناشنوایان و کم شنوایان در ونزوئلا استفاده می‌شود.